# Autotomie

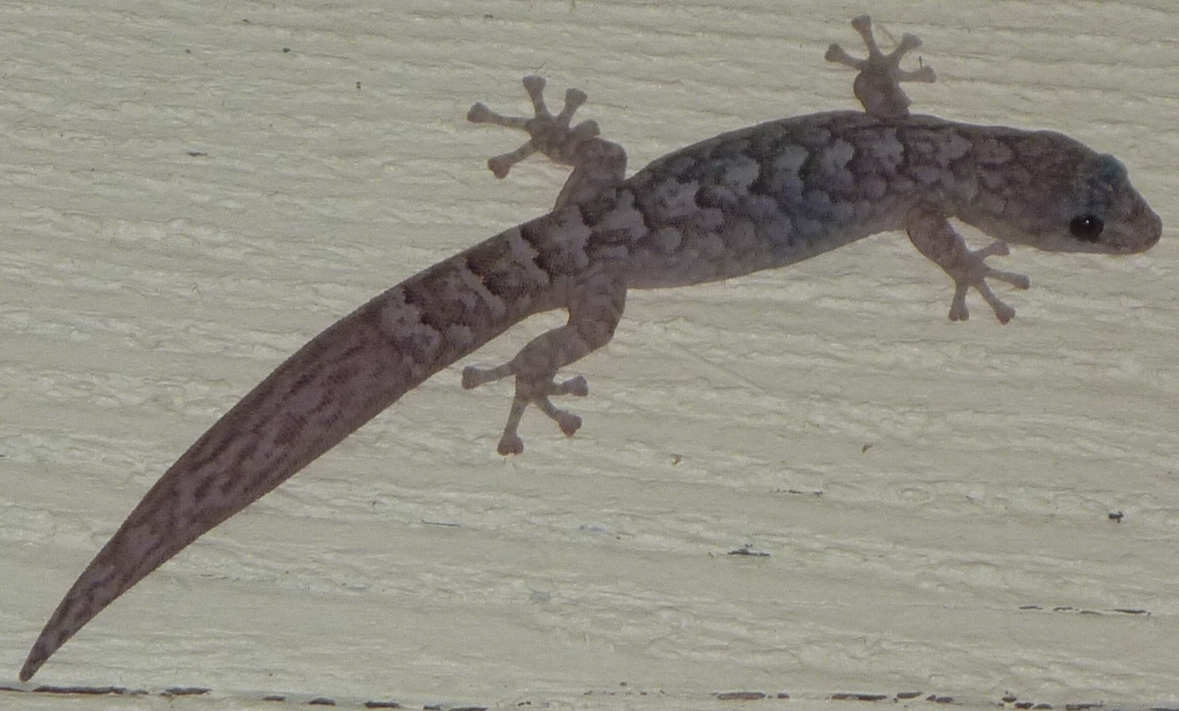
Șopârla australiană Christinus marmoratus cu o coadă regenerată

Autotomia (din greacă auto- "sine" și tome "tăiere", prin franceză autotomie) este proprietatea unor animale de a-și pierde reflex și spontan coada, cleștii etc., care ulterior se pot regenera. De obicei funcționează ca un mecanism de apărare împotriva unui prădător care deja a înșfăcat prada sau pentru a-i distrage atenția, permițându-i astfel prăzii să fugă. Autotomia are origini revoluționare multiple, apărând independent de cel puțin nouă ori în regnul animal.
Unele șopârle, salamandre și tuatara dacă sunt apucate de coadă, vor lăsa să cadă o parte din ea, încercând să scape. La multe specii coada desprinsă va continua să se zvârcolească, creând aparența continuării luptei și distrăgând atenția răpitorului de la prada care fuge. În dependență de specie, animalul poate să-și regenereze coada, de obicei în câteva săptămâni sau luni. Deși funcțională, noua coadă este deseori mai scurtă și este formată dintr-un țesut cartilaginos și nu din vertebre de os regenerate. De asemenea culoarea și textura organului regenerat prezintă diferențe clare față de aspectul său inițial. Cu toate acestea, unele salamandre pot regenera o coadă morfologic completă și identică.
La cele mai multe șopârle autotomia se produce doar când coada este înșfăcată cu suficientă forță, însă la unele animale, precum la unele specii de gecko, aceasta se realizează și în situații de stres, de exemplu, când sunt atacate de furnici.
Autotomia la șopârle poate avea loc în două forme. În prima formă, numită autotomia intervertebrală, coada se rupe între vertebre. În cea de-a doua formă, autotomia intravertebrală, în fiecare vertebră din mijlocul cozii există o zonă cu rezistență redusă. În acest caz animalul își contractează un mușchi ca să fractureze o vertebră.
De asemenea autotomia poate avea la unele specii de șoareci africani, moluște, crustacee, păianjeni, albine, viespi și echinoderme.  